# (32610) Siennafink
2001 QA245 (asteroide 32610) é um asteroide da cintura principal. Possui uma excentricidade de 0.01885190 e uma inclinação de 1.78514º.
Este asteroide foi descoberto no dia 24 de agosto de 2001 por LINEAR em Socorro.